# Accidents liés à la gouverne du Boeing 737
Au cours des années 1990, une série de problèmes liés à la gouverne de direction sur des Boeing 737 donne lieu à de multiples incidents. Lors de deux accidents distincts, les pilotes perdent le contrôle de leur Boeing 737 en raison d'un mouvement soudain et inattendu de la gouverne de direction en plein vol, faisant s'écraser l'appareil contre le sol et tuant toutes les personnes présentes à bord. À bord des deux avions, 157 personnes sont tuées. Des problèmes similaires entraînent une perte de contrôle temporaire sur au moins un autre vol du Boeing 737 avant que le problème ne soit finalement identifié. Le Conseil national de la sécurité des transports américain (NTSB) détermine finalement que les accidents et incidents résultent d'un défaut de conception pouvant entraîner un mouvement intempestif de la gouverne de direction. Les problèmes sont résolus après que le NTSB identifie la cause du dysfonctionnement de la gouverne et que la Federal Aviation Administration (FAA) ordonne la réparation de tous les Boeing 737 en service,.

## Fonctionnement de la gouverne
Contrairement aux autres gros avions de transport bimoteurs en service à l'époque, le Boeing 737 était conçu avec une seule unité de contrôle et un seul actionneur pour activer les gouvernes. La gouverne de direction était contrôlé par une seule unité hydraulique, le Power Control Unit (PCU). À l’intérieur du PCU se trouve une double servovalve qui, en se basant sur les pédales situées dans le poste de pilotage ou sur le système d’amortissement en lacet de l’avion (Yaw damper), dirige le flux de fluide hydraulique afin de déplacer la gouverne. Le PCU des Boeing 737 affectés a été conçue par Boeing et fabriquée par Parker-Hannifin.

## Premier accident et enquête

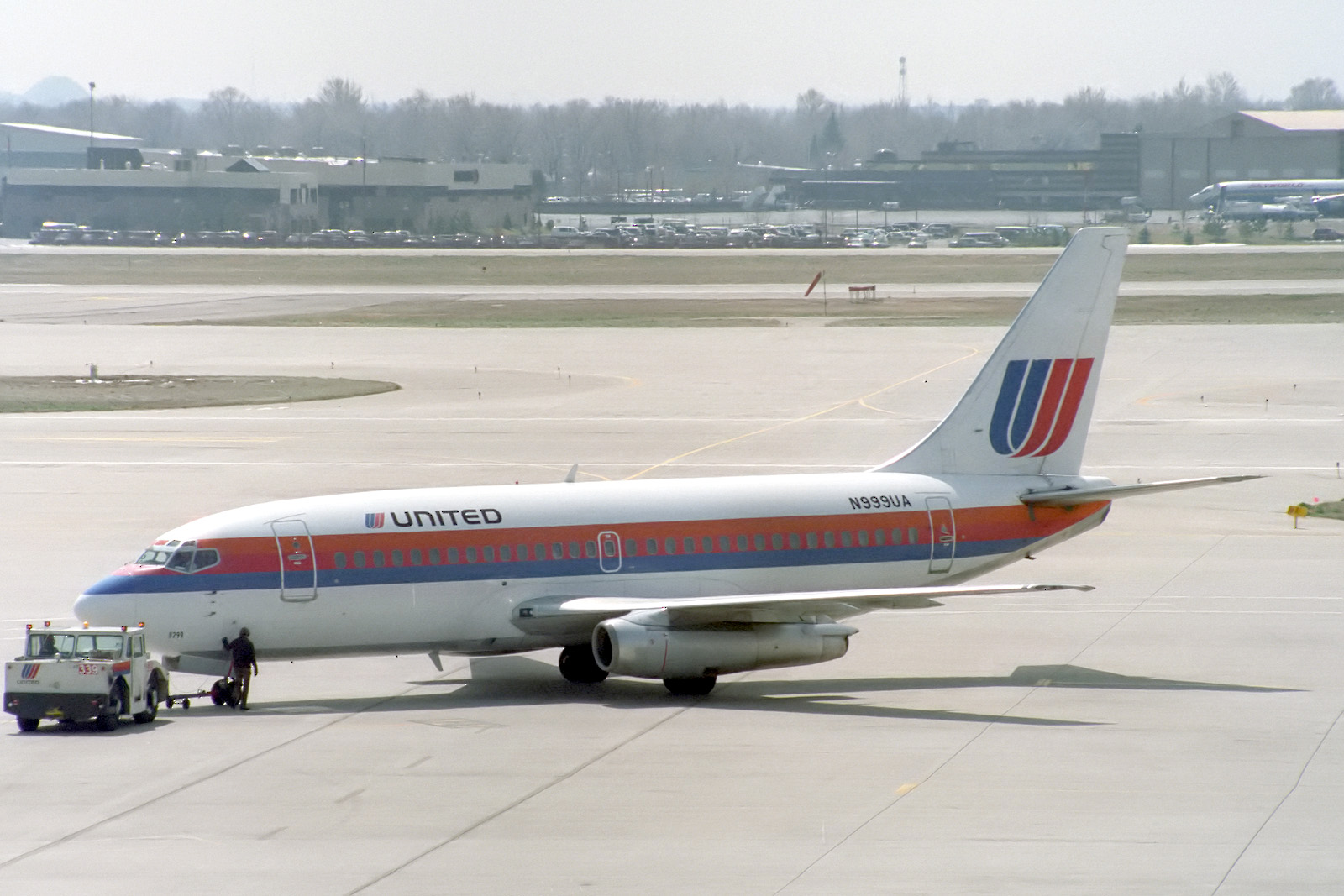
L'avion d'United Airlines impliqué dans l'accident, en 1989.

Le 3 mars 1991, le vol United Airlines 585, un Boeing 737-200, s'écrase alors qu'il effectue une approche à Colorado Springs, dans le Colorado, aux États-Unis. Lors de son approche sur l'aéroport, l'avion a subitement basculé à droite et a piqué du nez en plongeant droit vers le sol. L'accident a détruit l'avion et tué les 25 personnes à bord. Bien que le NTSB ait enquêté sur l'accident, il n'a pas été en mesure d'identifier de manière concluante la cause de l'accident. Le PCU de la gouverne du vol 585 a été gravement endommagé, ce qui a empêché les tests opérationnels sur ce dernier. 
Un examen des antécédents de l'équipage a permis de déterminer que le commandant de bord du vol 585 respectait strictement les procédures d'exploitation. Un officier pilote de ligne qui avait déjà piloté avec le commandant de bord du vol 585 a déclaré que, lors d'un atterrissage turbulent, ce dernier n'avait aucun problème à entamer une remise des gaz si l'atterrissage semblait dangereux. La copilote était considérée comme « très compétente » par le commandant de bord lors de voyages précédents qu'ils avaient effectués ensemble. Les données météorologiques dont disposait le NTSB indiquaient que le vol 585 aurait peut-être rencontré une rafale de vent horizontal qui aurait pu causer le renversement de l'appareil, mais cela n'a pas pu être démontré de manière concluante.
Le 8 décembre 1992, le NTSB a publié un rapport qui identifiait ce qu'il croyait alors être les deux causes les plus probables de l'accident. La première possibilité était que le système de contrôle de direction de l'avion avait mal fonctionné et que la gouverne ait bougé de manière à causer l'accident. La deuxième possibilité était une perturbation météorologique qui aurait provoqué un mouvement soudain de la gouverne ou une perte de contrôle. Les enquêteurs ont déterminé qu’ils n’avaient pas suffisamment de preuves pour conclure que l’une ou l’autre des théories était la cause de l’accident. Pour la quatrième fois seulement de son histoire, le NTSB clôturait une enquête et publiait un rapport final d'accident aérien où la cause probable restait indéterminée.

## Deuxième accident et incident d'Eastwind

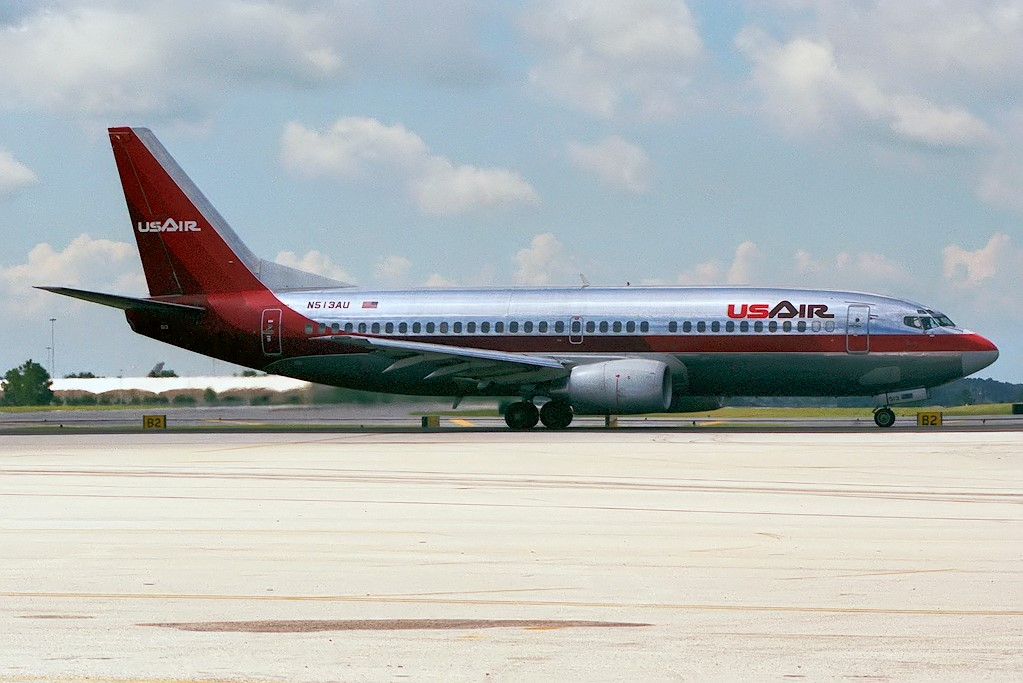
N513AU, le Boeing 737-300 d'USAir impliqué dans l'accident en 1994

Le 8 septembre 1994, le vol USAir 427, assuré par un Boeing 737-300, s'écrase près de Pittsburgh, Pennsylvanie, aux États-Unis. En approchant de l'aéroport international de Pittsburgh, le vol 427 a soudainement basculé à gauche. Bien que les pilotes aient pu brièvement récupérer à droite et remettre l'avion en palier, l'appareil a basculé à gauche une seconde fois et les pilotes ont été incapables de le reprendre. L’accident a causé la mort des 132 personnes présentes à bord. 
Au début de son enquête, le NTSB s'est rendu compte que l'accident du vol 427 pouvait avoir été provoqué par un mouvement non intentionnel ou non commandé de la gouverne de direction, similaire à la cause présumée (mais pas encore établie) de l'accident du vol 585,. En conséquence, le NTSB a effectué des tests supplémentaires avec les débris et notamment sur la servovalve, bien que très endommagée, du vol 585 lors de son enquête sur le vol 427,.

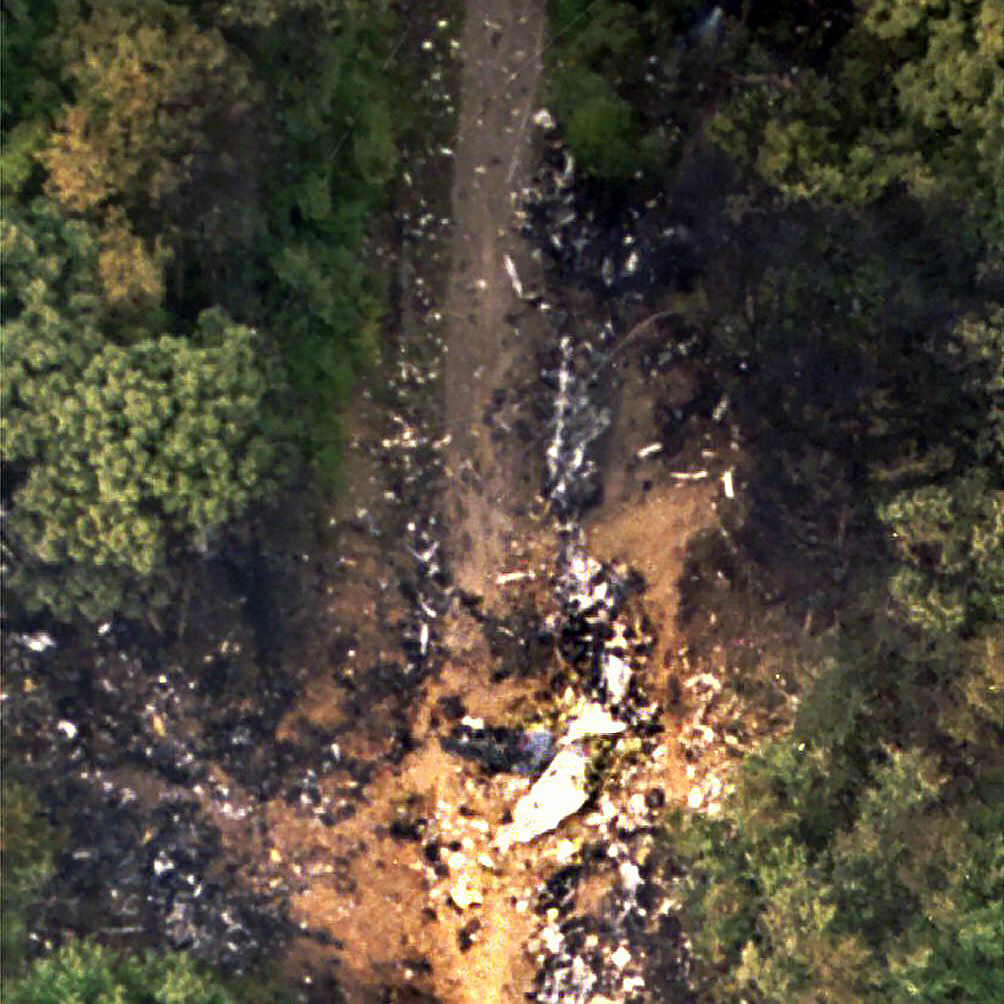
Photographie du site de l'accident du vol USAir 427, prise par le NTSB durant l'enquête.

L’un des problèmes auxquels se heurtaient les enquêteurs était le manque relatif de précision des données produites par l’enregistreur de données de vol (FDR), qui enregistrait uniquement les actions sur les commandes à des intervalles périodiques avec des intervalles de temps importants entre les données, intervalles pendant lesquels aucune donnée n’était enregistrée, peu importe ce que les pilotes faisaient avec les commandes. Ce manque de précision a permis à Boeing d'interpréter les données différemment de celles du NTSB, ce qui a amené le constructeur à suspecter et à insister sur le fait que le pilote avait mal réagi à un incident de turbulence de sillage,,,.
À la demande du NTSB, les données de l'enregistreur à accès rapide (QAR) d'un vol d'un Boeing 747-400 Londres-Bangkok de British Airways, dans lequel l'avion avait subi un mouvement incontrôlé de la gouverne et une inversion momentanée de celle-ci au décollage, l'avion poursuivant son vol et atterrissant en toute sécurité, ont été fournies au NTSB par la compagnie. Contrairement à un FDR standard, le QAR échantillonne les données des commandes à des intervalles beaucoup plus courts, ainsi que l'échantillonnage et l'enregistrement de nombreux autres paramètres de l'avion. Ces données ont fait renaître les soupçons sur la conception des valves similaires à celle utilisée sur la gouverne du 737. À la suite de cet incident, Boeing a modifié la conception du système de servo-commande sur la gouverne du 747 et le système modifié a été installé sur tous les 747-400 en service.
Le 9 juin 1996, alors que l'enquête du NTSB sur le vol 427 est toujours en cours, les pilotes du vol Eastwind Airlines 517 perdent brièvement le contrôle de leur avion, un 737-200, alors qu'ils volent de Trenton, New Jersey vers Richmond en Virginie. L’appareil a subi deux épisodes d’inversion de la gouverne de direction alors qu’il était en approche pour atterrir à Richmond. Contrairement aux deux accidents précédents, les problèmes de gouverne sur le vol 517 ont été résolus spontanément, les pilotes ont pu atterrir en toute sécurité et aucune des 53 personnes à bord n'a été blessée. Le NTSB a enquêté sur l'incident d'Eastwind et a incorporé des informations provenant des vols United 585 et 517 dans son enquête en cours sur l'accident du vol USAir 427,.

## Relance de l'enquête et conclusions

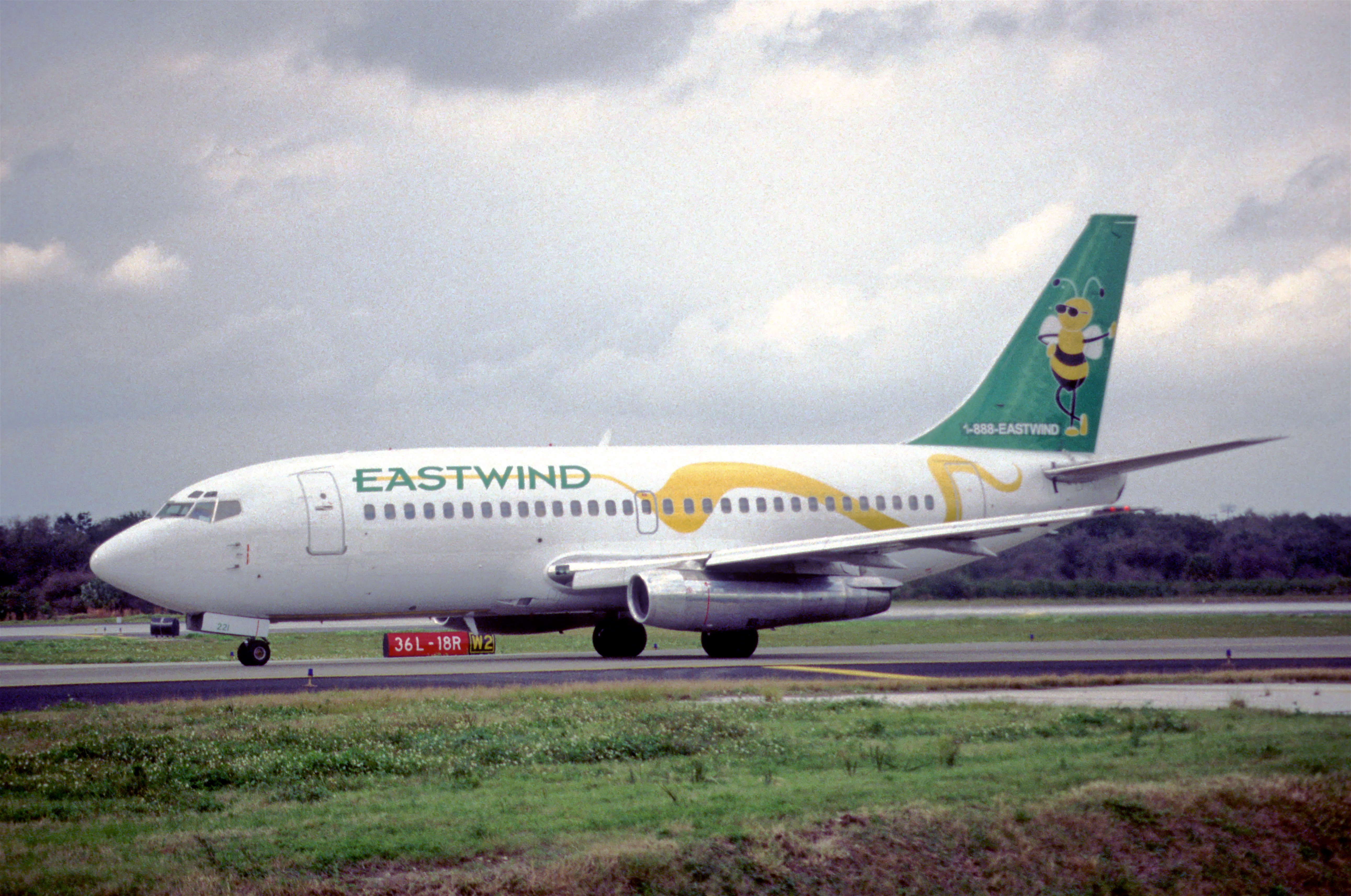
L'appareil impliqué dans l'incident du vol 517 (N221US), deux ans après l'évènement.

Le vol 517 d'Eastwind ayant atterri normalement, le NTSB a également pu effectuer des tests sur un avion ayant rencontré des problèmes similaires à ceux des appareils accidentés, et les pilotes du vol 517 ont apporté des informations cruciales pour l'enquête. Dans une interview, le commandant de bord a déclaré au NTSB qu'il n'avait rencontré aucune turbulence pendant le vol, et qu'il avait senti la gouverne « taper » ou « heurter » bien qu'aucun des deux pilotes ne l'ait bougé à l'aide des palonniers. Lorsque l'avion a soudainement basculé sur la droite, le commandant de bord a contré en gauchissement vers la gauche en agissant sur les ailerons, et a sollicité la gouverne de direction. Les commandes de la gouverne de direction semblaient plus raides que la normale, et ne semblaient pas répondre aux mouvements du palonnier. Comme les commandes de vol ne compensaient pas le roulis, il augmenta également la puissance du moteur droit pour finir de contrer le mouvement de lacet parasite.
Les ingénieurs du NTSB et de Boeing ont effectué une série de tests sur les PCU des vols 517 et 427, ainsi que sur des PCU utilisées dans d'autres appareils, et également sur une toute nouvelle PCU qui n'avait pas encore été utilisée en vol (la PCU du vol 585, qui avait aussi été récupérée, était trop endommagée pour être testée de cette manière). Les tests ont révélé que, dans certaines circonstances, la double servovalve de la PCU pouvait bloquer et dévier la gouverne de direction dans le sens opposé à celui demandé par le pilote, ou même encore lorsque l'équipage n'applique aucune force sur cette dernière,.
Les essais de choc thermique ont révélé que le mouvement non maîtrisé de la gouverne pouvait être reproduit en alimentant une PCU froide avec du liquide hydraulique chaud. Un choc thermique a provoqué le blocage de la coulisse secondaire de la servovalve ; lorsque cette dernière a été bloquée, la coulisse principale pouvait se déplacer dans une position entraînant un mouvement de la gouverne contraire aux demandes du pilote. Le NTSB a conclu que les trois accidents et incidents (vol United 585, USAir 427 et Eastwind 517) étaient très probablement dus au blocage de la glissière secondaire du PCU et au déplacement excessif de la glissière principale, entraînant l'inversion de la gouverne,,.
Le 24 mars 1999, après une enquête de quatre ans, le NTSB a rendu la cause probable pour le vol 427. Les enquêteurs ont alors conclu que la cause probable de l'accident du vol 427 était l'inversion de la gouverne de direction due au mauvais fonctionnement de la servovalve de la PCU. Deux ans plus tard, le NTSB a publié un rapport d'accident modifié pour le vol 585 qui indiquait également la même cause probable pour l'accident,,.
À la suite des conclusions du NTSB, la FAA a ordonné le remplacement des servovalves des Boeing 737 au plus tard le 12 novembre 2002,,. La FAA a également ordonné de nouveaux protocoles de formation à l’intention des pilotes afin de faire face à un mouvement inattendu des commandes de vol.

## Autres incidents présumés concernant la gouverne du 737
Les accidents et incidents suivants survenus sur des Boeing 737 ont également été soupçonnés d'être causés par un dysfonctionnement de l'unité de commande (PCU) de la gouverne de direction :
- Le 6 juin 1992, le vol Copa Airlines 201, un 737-200, s’écrase dans la jungle dans la région du Darién, au Panama, faisant 47 victimes. Les enquêteurs ont d'abord pensé que l'avion avait subi un dysfonctionnement de la gouverne de direction, mais après une enquête approfondie, ils ont conclu que l'accident avait été causé par un dysfonctionnement d'instruments de bord ce qui a amené une lecture erronée de l'instrument indicateur d'assiette par les pilotes.
- Le 8 mars 1994, un avion de la compagnie Sahara Airlines, avec 3 stagiaires et un pilote superviseur à bord, s’écrase après avoir effectué un « atterrissage Touch and Go » à l’aéroport de New Delhi en Inde. Les quatre pilotes ont été tués, ainsi que cinq travailleurs au sol. Bien que les réparations effectuées sur la PCU n'aient pas été réalisées avec des pièces autorisées, certains pensent toujours que l'accident est en partie dû à l'inversion de la gouverne de l'avion à droite puis à gauche[30].
- Le 11 avril 1994, un pilote de Continental Airlines, Ray Miller, a signalé que son avion a violemment basculé à droite en vol et que ce phénomène s'était reproduit inopinément pendant 18 minutes supplémentaires, mais heureusement, le Boeing 737-300 a atterri en toute sécurité. Continental a retiré l'enregistreur de données de vol et la PCU de la gouverne de direction de l'avion et les a fournis à Boeing pour enquête. Boeing a conclu que la gouverne avait bougé par inadvertance en raison d'un dysfonctionnement électrique, mais de seulement 2,5 degrés et pendant moins de deux minutes au total, une conclusion contestée par Ray Miller[19].
- Le 23 février 1999, le vol 2710 de la compagnie MetroJet, un 737-200, a subi une lente dérive de la gouverne de direction jusqu'à sa limite alors qu'il volait à 33 000 pieds (environ 10 000 mètres) au-dessus de Salisbury, dans le Maryland, aux États-Unis. Alors qu’un mauvais fonctionnement de la gouverne de direction était suspecté, l’avion était un ancien 737 et son enregistreur de données de vol n’avait enregistré que 11 paramètres de vol, par rapport aux centaines de paramètres enregistrés par les nouveaux appareils. Le président du NTSB, Jim Hall, a déclaré que l'enquête était « entravée par le manque de données de base sur l'avion »[31],[32]. Les 112 passagers et cinq membres d'équipage ont survécu à l'incident.

## Accident de Silk Air

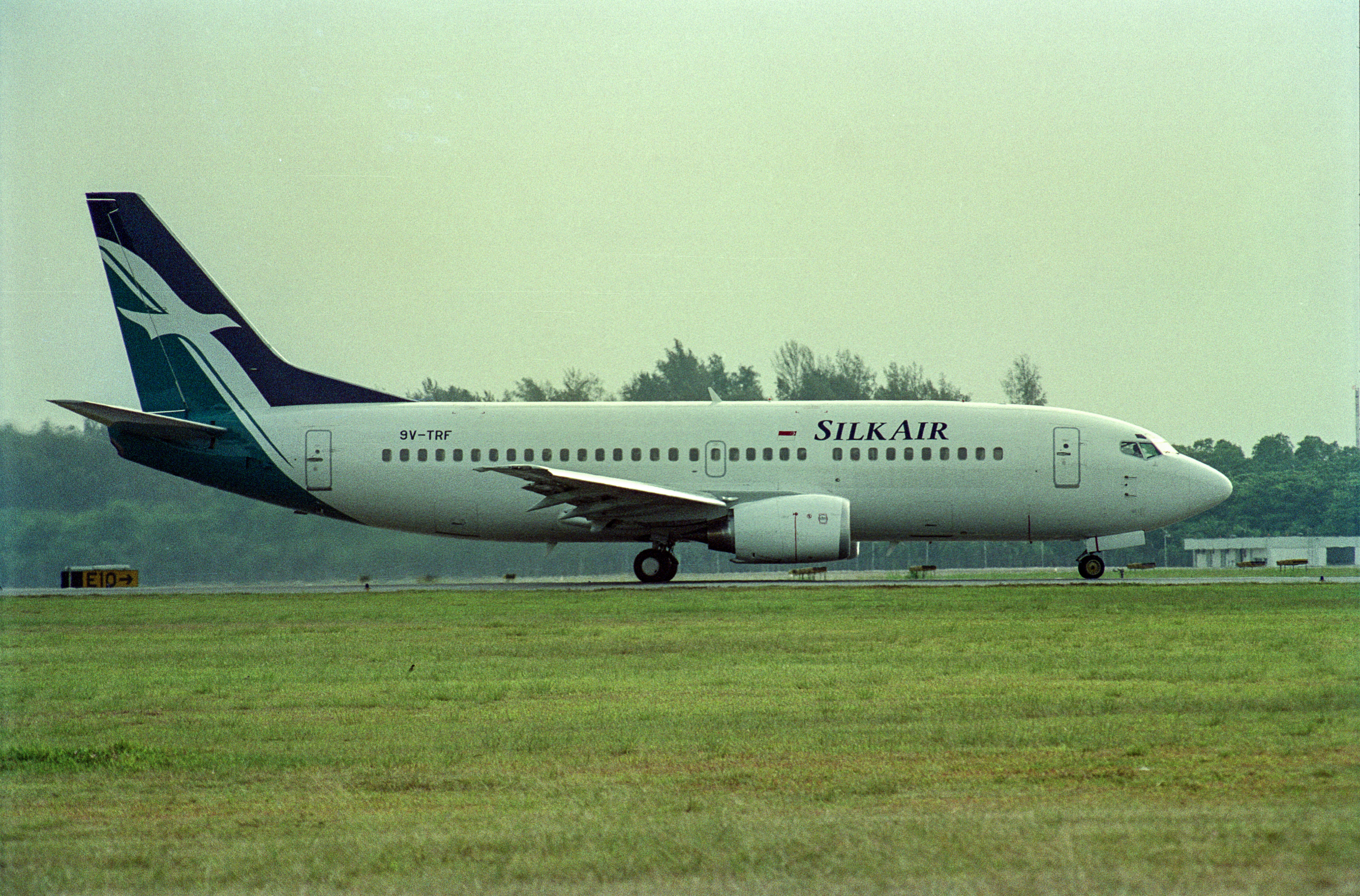
9V-TRF, le Boeing 737 impliqué dans l'accident, ici en mai 1997.

Le 19 décembre 1997, le vol SilkAir 185 s’écrase en Indonésie, tuant 104 personnes. Parce que l'accident impliquait un Boeing 737-300 qui a subitement basculé et plongé vers le sol avec un angle très abrupt, les enquêteurs ont envisagé la possibilité d'un renversement de la gouverne de direction en raison d'un dysfonctionnement de la servovalve du PCU. Dans son rapport final du 14 décembre 2000, le comité national indonésien de la sécurité des transports (KNKT ou NTSC), l’organisme responsable de l’enquête, a conclu qu’il n’avait trouvé « aucune preuve permettant d’expliquer la cause de l’accident »(p24). 
Cependant, le même jour, le NTSB américain, qui a également participé à l'enquête, a publié son propre rapport final qui contredit les conclusions du KNKT indonésien(p24-25). Le rapport du NTSB indiquait qu'il y avait suffisamment de preuves pour écarter toute défaillance mécanique (sur la base des examens de l'unité PCU et de la double servovalve retrouvée après l'accident), et que la cause probable de l'accident était une « action intentionnelle du pilote » menée par un pilote, probablement le commandant de bord, qui a intentionnellement écrasé l'avion en appliquant une pression des commandes en piqué soutenue(p24-25),.
En 2004, à la suite d'une enquête indépendante menée sur l'unité PCU récupérée, un jury de Los Angeles, empêché de prendre en compte les conclusions du NTSB au sujet de l'accident car ces dernières « ne peuvent pas être utilisées comme preuves au procès en vertu de la loi fédérale », décida que la gouverne de direction du 737 était la cause de l'accident, et a ordonné à Parker-Hannifin, un fabricant de composants de la gouverne, de verser 44 millions de dollars américains aux familles des demandeurs. Parker-Hannifin a ensuite fait appel du verdict, qui a abouti à un règlement à l'amiable pour un montant non divulgué.

## Médias
La série d'accidents a fait l'objet d'un épisode dans la série télévisée Air Crash nommé « Danger caché » (saison 4 - épisode 5).